# Peter-Matthias Gaede

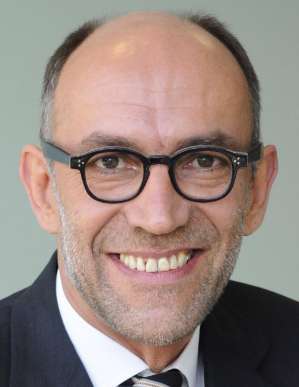
Peter-Matthias Gaede (2013)

Peter-Matthias Gaede (* 27. April 1951 in Selters) ist ein deutscher Journalist. Er war von 1994 bis 2014 Chefredakteur des Reportagemagazins Geo von Gruner + Jahr.

## Leben
1956 zog Gaedes Familie von Selters nach Niederkaufungen – der Vater war Lehrer und wurde Rektor der Dorothea-Viehmann-Schule im nahe gelegenen Niederzwehren. Nach seinen Volksschuljahren in Niederkaufungen wechselte Gaede an die Herderschule in Kassel, wo er 1969 sein Abitur ablegte. Anschließend studierte er Sozialwissenschaften an der Universität Göttingen, wo er 1978 sein Studium als Diplom-Sozialwirt abschloss, einige Monate als freier Mitarbeiter journalistisch beim Hessischen Rundfunk im Kasseler Studio tätig war und die G+J-Journalistenschule (heute Henri-Nannen-Schule) in Hamburg besuchte, die er 1980 nach Praktika beim Buxtehuder Tageblatt, bei Brigitte, Geo und Stern abschloss.
Von 1980 bis 1983 war er als Lokalreporter bei der Frankfurter Rundschau tätig und wechselte 1983 zu Geo, wo er 1987 Chefreporter und 1992 stellvertretender Chefredakteur wurde.
Ab Juli 1994 war Gaede Chefredakteur von Geo und der Geo Specials. 1995 gründete er die Reihe Geo Wissen neu, dessen Chefredakteur er bis Ende 2007 war, bevor er Herausgeber von Geo Wissen wurde. 1996 rief er das Kinder-Magazin Geolino ins Leben sowie 2002 Geolino Extra und 1999 das Geschichts-Magazin Geo Epoche. Er war Chefredakteur der Kinder-Magazine bis 2006, von Geo Epoche bis 2005, hatte seither die Herausgeberschaft inne, auch für die Titel Geo Kompakt und Geo(-lino) Mini sowie auch für die Bücher von Geo. Auf ihn folgte per 1. Juli 2014 Christoph Kucklick, der die Chefredaktion von Geo-, Geo Thema- und Geo Special übernahm. Seit 1. Juli 2014 ist Gaede publizistischer Berater des Vorstandes des Verlagshauses Gruner + Jahr. Gaede gehörte drei Jahre dem Aufsichtsrat von Gruner + Jahr an. In seiner Zeit als Chefredakteur und Herausgeber in der Geo-Gruppe wuchs die Zahl der jährlichen Ausgaben aller Titel von 30 auf über 80 an; Journalisten von Geo gewannen mehr als 100 Preise.
Gaede war ab 2005 Juror in der Hauptjury des Henri-Nannen-Preises und legte 2012 aus Protest gegen die Vergabe eines Preises an das Boulevardblatt Bild sein Jurymandat nieder.
Seit 2018 ist Gaede stellvertretendes Vorstandsmitglied von Unicef in Deutschland.
Er lebt in Hamburg und ist mit Christiane Breustedt, ehemalige Chefredakteurin der Magazin-Reihe Geo-International, verheiratet.

## Auszeichnungen
- 1981: Theodor Wolff-Förderpreis
- 1985: Egon Erwin Kisch-Preis
- 1988: Journalistenpreis Entwicklungspolitik des Bundesministerium für wirtschaftliche Zusammenarbeit und Entwicklung (BMZ)
- 2004: DUH-Umwelt-Medienpreis in der Kategorie Printmedien